# Gohyeon-dong
Gohyeon-dong (koreanska: 고현동) är en stadsdel i staden Geoje i provinsen Södra Gyeongsang, i den södra delen av Sydkorea,
300 km sydost om huvudstaden Seoul. Den ligger på ön Geojedo. Gohyeon-dong utgör tillsammans med Jangpyeong-dong den centrala delen av staden Geoje. Här ligger stadens stadshus. 